# Villa Jasmin (roman)
Pour les articles homonymes, voir Villa Jasmin.
Villa Jasmin est un roman autobiographique de Serge Moati qui retrace la vie de son père Serge Moati (1903-1957).

## Synopsis
Son père, socialiste et franc-maçon rattaché à la communauté des Granas, est journaliste, notamment à Tunis socialiste et au Petit Matin ; arrêté pour ses activités de résistance durant la Seconde Guerre mondiale, il est déporté et interné au camp de concentration de Sachsenhausen avant de parvenir à le quitter ; il participe ensuite à la libération de Paris avant de retrouver sa famille.
Le livre peint une image impressionnante du Tunis d'avant-guerre et de la communauté juive du Grand Tunis. Le livre est la base d'un téléfilm du même nom réalisé sous la direction de Férid Boughedir.
Le livre comporte aussi de nombreuses erreurs telle que celle portant sur l'assassinat de Gilbert Mazouz, premiere victime juive de l'occupation allemande à Tunis que Moati situe page 170 de son livre, dans la hara à l'occasion d'un viol collectif alors que Gilbert Mazouz a été abattu dès le 9 decembre 1942 au cours d'une marche forcée,.

## Édition
- Villa Jasmin, Librairie générale française, coll. « Le Livre de poche », Paris, 2005  (ISBN 978-2253108511)